# Apennijnen
De Apennijnen (Italiaans: Appennini) zijn een gebergte in Italië. Ze strekken zich uit over vrijwel het gehele schiereiland, beginnend in Ligurië in het noordwesten van Italië tot in Calabrië, 1350 kilometer zuidelijker, in het zuidwesten. Hoewel beide uiteinden van het gebergte aan de westkust liggen, beslaan de Apennijnen centraal vooral het oostelijk deel van het schiereiland. Waar het gebergte aan de westkant geleidelijk afloopt richting zee, is de afdaling in het oosten veel steiler.
De Apennijnen bereiken hun hoogste punt in de regio Abruzzen bij de Gran Sasso. De hoogste top is de Corno Grande met 2912 meter. Hier ligt bovendien de zuidelijkste gletsjer van Europa. 
In het hele gebergte liggen verschillende beschermde natuurgebieden: Nationaal park Abruzzo, Lazio e Molise, Nationaal park Majella, Nationaal park Gran Sasso e Monti della Laga, Nationaal park Monti Sibillini, Nationaal park Appennino Tosco-Emiliano, Nationaal park Appennino Lucano Val d'Agri Lagonegrese, Nationaal park Pollino, Nationaal park Sila, Nationaal park Aspromonte. In het gebied loopt ook een project voor natuurherstel van Rewilding Europe. 